# Kelamfua Mokala
Kelamfua Mokala (auch Kelamfua/Mokala  geschrieben) ist ein Verwaltungsbezirk (Ward) des Distrikts Rombo in der tansanischen Region Kilimandscharo.

## Geografie
Kelamfua Mokala liegt im Nordosten von Tansania etwa 25 Kilometer Luftlinie nordöstlich der Regionshauptstadt Moshi am südlichen Abhang des Mawenzi. Der Bezirk hat eine West-Ost-Ausdehnung von etwa 30 Kilometern und eine Breite von rund 2 Kilometern. Die Seehöhe steigt von 1100 Meter im Osten auf 2700 Meter im Westen an.
Der Bezirk grenzt im Norden an Ushiri Ikuini, im Südosten an Shimbi Kwandele, im Süden an Makiidi und im Westen an Uru Mashariki und Uru Shimbwe des Distrikts Moshi. Bei der Volkszählung 2022 lebten 13.945 Menschen in 3696 Haushalten auf einer Fläche von 50,6 Quadratkilometern.

## Gliederung
Kelamfua Mokala besteht aus 14 Orten (Kitongoji):
- Mhembeni
- Ng’ambeni
- Makura
- Kirungu
- Maasini
- Mterini
- Mhaka
- Maali
- Kwalakiundu
- Itefroni
- Makororeni
- Kimanga
- Kwangoi
- Mkuu Mjini

## Wirtschaft und Infrastruktur
- Bildung: Die Kelamfua Secondary School ist eine weiterbildende höhere Schule mit einer Ausbildung bis zur 4. Stufe.[7] Das seit 1983 bestehende Huruma Institute of Health and Allied Sciences bildet Sozialarbeiter, Krankenpfleger und Hebammen aus.[8]
- Gesundheit: Das Huruma DDH ist ein privates Distrikts-Krankenhaus.[9] Außerdem gibt es zwei staatliche Apotheken im Bezirk, die Mokala Dispensary[10] und die Ibukoni Dispensary.[11]
- Verkehr: Durch den Bezirk verläuft die asphaltierte Nationalstraße T21, die östlich des Kilimandscharo nach Kenia führt.[12]
- Touristik: Die Marangu-Route auf den Kilimandscharo führt durch Kelamfua Mokala.[13]